# Gynoplistia chalybicolor
Gynoplistia chalybicolor är en tvåvingeart som beskrevs av Alexander 1930. Gynoplistia chalybicolor ingår i släktet Gynoplistia och familjen småharkrankar. Inga underarter finns listade i Catalogue of Life.